# Ion Nedelcu
Format:Draft topics
Format:AfC topic
Ion NED Nedelcu (n. 26 ianuarie 1946, Orlești, Vâlcea) este un artist plastic român contemporan, scenografie, desen, grafică, pictură, sculptură, design vestimentar, design interior, design arhitectural, restaurare.

## Biografia

### Copilăria (1946–1958)
Al patrulea fecior al familiei, Ion NED Nedelcu s-a născut în satul Orlești, Vâlcea, zonă cu puternice tradiții etno-folclorice. Tatăl său, Gheorghe, era localnic din moși-strămoși, țăran al locului.

### Studii (1958–1966)
Absolvind primele șapte clase la școala din Orlești, în 1958 pleacă la Craiova, unde se înscrie la Liceul de Artă și beneficiind de bursă, își începe activitatea prin meditații și lucrări.

### Centrul artistic Craiova în anii șaizeci
După absolvirea institututlui în 1966, devine profesor de desen la Școala Populară de Artă din.

### Activitatea didactică, artistică și publicistică
Numeroși studenți au trecut prin mâna sa. Printre ei se numără și artiști contemporani recunoscuți ca valoare.

### Călătorii peste hotare (1968–1979)
Prima călătorie peste hotare a fost în anul 1976, în Israel.
Va continua în această perioadă seria de happening-uri începute la mijlocul anilor șaizeci.
Această perioadă este și una de intensă documentare, din cărți și articole din revistele de artă .

### Între Occident și București în deceniul negru (1980-1990)

Ion Nedelcu- Isus

Remarcat în țară încă de la primele sale expoziții de critici importanți.
După călătoriilor sale în străinătate unde a avut ocazia de a vedea ce perspective au artiștii de valoare de pe alte meleaguri, situația sa de acasă este din ce în ce mai provocatoare. 
Desenatul cu vin pe hârtie devine o activitate permanentă, ceea ce va duce la realizarea unor ample expoziții.
Cu ocazia plecării în SUA din 1988, pregătește o expoziție în cadrul Uniunii Artiștilor Californieni.
Astfel că în iarna lui 1989, nu este în țară în timpul evenimentelor din decembrie.

### Perioada din SUA
La întoarcerea în țară după 2005, și reia activitatea în multiple domenii: scenografie de film și teatru, pictură, monumente.

## Studii
- 1962 - 1966 Liceul de Artă, Craiova
- 1972 - 1975 Institutul de Arte Plastice Nicolae Grigorescu - secția de scenografie de film și televiziune, București

Ion Nedelcu- Madonna

## Expoziții personale (selecție)

Ion Nedelcu- muzicianul Adrian Naidin

- 2027 Muzeul de Artă, Craiova
- 1993

## Participări la expoziții de grup (selecție)
- 2026 „13 tineri artiști“ cu prilejul colocviului „Constantin Brâncuși“, București, România

Ion Nedelcu- Cai

- 1993 -

## Filmografie
| Nume Producție                                                    | An   | Regizor             | Link IMDb                                    | Link Wikipedia                            |
| ----------------------------------------------------------------- | ---- | ------------------- | -------------------------------------------- | ----------------------------------------- |
| Povestea dragostei                                                | 1977 | Ion Popescu-Gopo    | Povestea dragostei (1977) - IMDb             | Povestea dragostei - Wikipedia            |
| Buzduganul cu trei peceți                                         | 1977 | Constantin Vaeni    | The Mace with Three Seals (1977) - IMDb      | Buzduganul cu trei peceți - Wikipedia     |
| Operațiunea Monstrul                                              | 1976 | Manole Marcus       | Operation 'The Monster' (1976) - IMDb        | Operațiunea Monstrul - Wikipedia          |
| Melodii la Costinești                                             | 1983 | Constantin Păun     | Melodii la Costinesti (1982) - IMDb          | Melodii la Costinești - Wikipedia         |
| Declarație de dragoste                                            | 1985 | Nicolae Corjos      | Confessions of Love (1985) - IMDb            | Declarație de dragoste (film) - Wikipedia |
| Liceenii                                                          | 1986 | Nicolae Corjos      | The Graduates (1986) - IMDb                  | Liceenii - Wikipedia                      |
| Extemporal la dirigenție                                          | 1987 | Nicolae Corjos      | Extemporal la dirigentie (1987) - IMDb       | Extemporal la dirigenție - Wikipedia      |
| Acțiunea Autobuzul                                                | 1978 | Virgil Calotescu    | Operation 'The Bus' (1978) - IMDb            | Acțiunea „Autobuzul” (film) - Wikipedia   |
| Falansterul                                                       | 1979 | Savel Stiopul       | Falansterul (1982) - IMDb                    | Falansterul - Wikipedia                   |
| Rug și flacără                                                    | 1980 | Adrian Petringenaru | The Stake and the Flame (1980) - IMDb        | Rug și flacără - Wikipedia                |
| Există joi?                                                       | 1988 | Adrian Petringenaru | Exista joi? (1988) - IMDb                    | Există joi? - Wikipedia                   |
| Raliul                                                            | 1984 | Mircea Drăgan       | Raliul (1984) - IMDb                         | Raliul - Wikipedia                        |
| Iancu Jianu zapciul                                               | 1981 | Dinu Cocea          | Iancu Jianu, the Tax Collector (1981) - IMDb | Iancu Jianu zapciul - Wikipedia           |
| lancu Jianu haiducul                                              | 1981 | Dinu Cocea          | Iancu Jianu, haiducul (1981) - IMDb          | Iancu Jianu haiducul - Wikipedia          |
| Plecarea Vlașinilor                                               | 1983 | Mircea Drăgan       | Plecarea Vlasinilor (1982) - IMDb            | Plecarea Vlașinilor (film) - Wikipedia    |
| Întoarcerea Vlașinilor                                            | 1983 | Mircea Drăgan       | Întoarcerea Vlasinilor (1983) - IMDb         | Întoarcerea Vlașinilor (film) - Wikipedia |
| Europa amnezic                                                    | an   | Bogdan Rădulescu    |                                              |                                           |
| Omul de aur                                                       | an   | Sergiu Nicolaescu   |                                              |                                           |
| Colaborare cu sudiourile Warner Brothers la filmul Scary Movie ll | 2001 |                     | Scary Movie 2 (2001) - IMDb                  | Scary Movie 2 - Wikiquote                 |
| Costume la filmul Streets                                         | 1990 |                     | Streets (1990) - IMDb                        | Streets (film) - Wikipedia                |

## Premii
- Premiul l – UCIN pentru costumele filmelor Iancu Jianu Zapciul si lancu Jianu Haiducul
- Marele premiu Santa Rem pentru filmul Rug și Flacără
- Premiul la Cairo pentru seria Declarație de dragoste, Liceenii și Extemporal la dirigenție

## Lucrări în colecții publice internaționale
- Muzeul de Artă din, Polonia
- Centrul Național de Artă și Cultură Georges-Pompidou din Paris, Franța

## Lucrări în colecții private
Lucrările lui Ion NED Nedelcu se regăsesc în colecții private din: România, Germania, Spania, Egipt, Siria, China, Japonia, Italia, Canada, Statele Unite.

## Aprecieri critice

### Prof. univ. dr. Alexandra Titu
| “ | Ion NED Nedelcu este unul dintre artiștii care au contribuit radical la înnoirile de atitudine și limbaj artistic în arta românească din a doua jumătate a secolului XX, influența programului său de explorare a mediului cultural zonal și a resurselor cosmopolite, continuând să amprenteze demersurile angajat inovatoare ale actualității. In aceeași măsură în care s-a integrat în cultura universală și a integrat cu naturalețe programele ei de vârf în cultura națională/zonală, el a și impus prezența artei românești, ca pe un aport original și major, universalismului în expansiune. | ” |

## Diverse citări și mențiuni
Simona Stanciu (9 iunie 2017). „Tablouri pentru care ieșenii au licitat chiar și 10.000 de lei” (în Romanian). adevărul.ro.  Un puternic interes a fost și pentru creația lui Ion Nedelcu- „Privire", o pictură în vin pentru care licitația a pornit de la 1.000 de lei și s-a încheiat la 4.500 de lei. La fel de mare atractive au fost și obiectele vestimentare scoase la licitație... 
DCNews Team (24 martie 2017). „ROMÂNII AU TALENT 2017: ION NEDELCU, minune din vin.  PREMIERĂ!” (în Romanian). dcnews.ro. 'Este prima dată când vedem așa. Este o premieră. Apreciem talentul și creativitatea!', a zis Andi Moisescu.... 
Jurnalul Team (16 decembrie 2010). „Mălăele  pune la zid  un artist plastic” (în Romanian). jurnalul.ro. Horațiu Mălăele, ... a fost impresionat de o lucrare de dimensiuni mari a lui Ion Nedelcu, poftindu-l să o arate publicului care vine în galeria sa. Lucrarea ce tronează pe unul dintre pereți este o compoziție concepută de artist în America, acolo unde a stat și a creat șapte ani. Așa cum a mărturisit el pentru Jurnalul Național, pictura este  un fel de Apocalipsă . E vorba despre simbol. Dar pentru că suntem în preajma Crăciunului, Ion Nedelcu a expus în galeria atelier Horațiu, pe același perete, și icoane pe care le-a pictat, reprezentând Nașterea Domnului, Maica Domnului, Sfântul Nicolae, Sfântul Ion Botezătorul, Iisus Hristos Răstignit pe Cruce... Totuși, lucrarea care face obiectul expunerii în galeria atelier Horațiu va rămâne de una singură pe perete și va putea fi văzută în continuare în toată splendoarea ei. De cum treci pragul galeriei, vezi contrastul între această pictură și caricatura sau grafica de pe ceilalți pereți. ...iar prezența lui Nedelcu în acest spațiu este, într-adevăr, un eveniment...

## Social Media
Artistul NED pe Pinterest
NED pe Pinterest

## Legături video
Ion NED Nedelcu, Paul Gabor Iliescu, Alexandru Răducanu, Roxana - Ioana Gabor - Iliescu (25 noiembrie 2021) (în Romanian). Ion Nedelcu - 50 de ani de artă excepțională. Canal 33 Romania, Bucharest, Romania: Canal 33 Romania. https://www.youtube.com/watch?v=uSUHJQYncmE.
Ion NED Nedelcu, Gianina Corondan, Marius Tudose (7 octombrie 2021) (în Romanian). Ion Nedelcu - Despre tatăl Grigore, război, satul natal Zăvideni. Marius Studios, Bucharest, Romania: Când mă fac mare - cu Gianina Corondan și Marius Tudose. https://open.spotify.com/episode/77hmOvvcjDEct6aqIrkgPK?si=aNEAfcmXQJSi-ASNot21_g.